# 461981 Chuyouhua
461981 Chuyouhua este o planetă minoră (asteroid) din centura de asteroizi. A fost descoperită pe 12 noiembrie 2006 la Lulin Observatory⁠(d) de Lin Hongqin⁠(d) și a fost numită după You-Hua Chu⁠(d). 
Obiectul prezintă o orbită caracterizată de o semiaxă mare de 2,598661746589 UAi, o excentricitate de 0,28861709065401, o înclinație de 3,0853064545405 ° în raport cu ecliptica.